# Шапочка для плавання

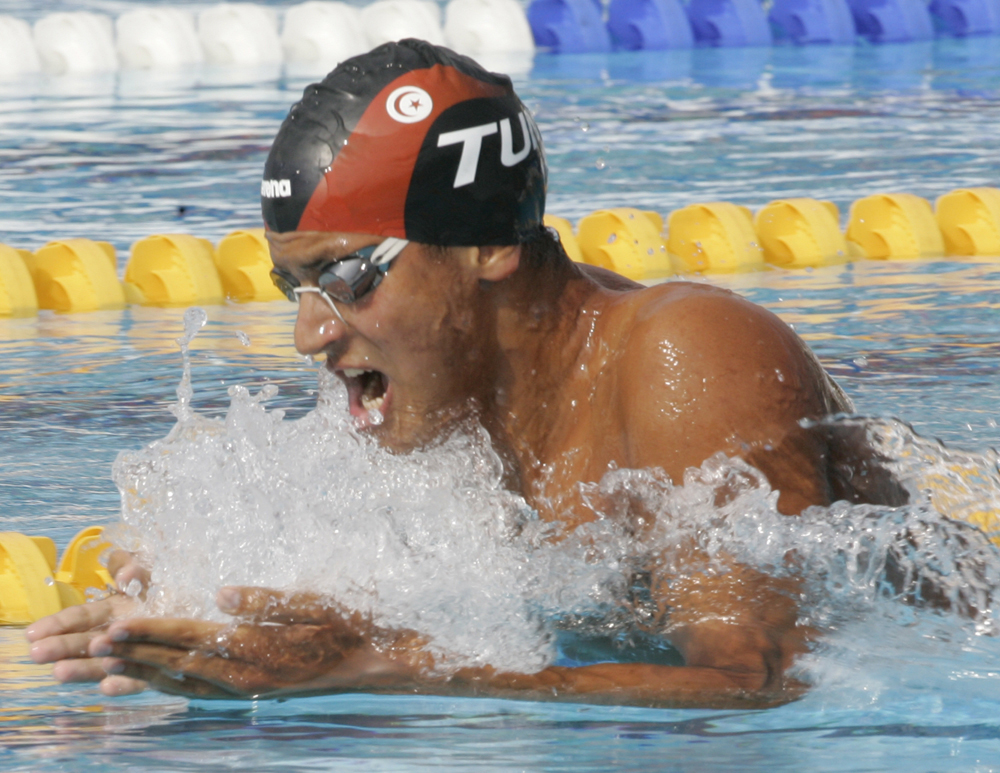
Шапочка для плавання змагального стилю у використанні.

Шапочка для плавання або купальна шапочка, з силікону, латексу або лайкри носиться на голові під час занять і змагань з плавання.
Шапочки носять з різних причин. Деякі заклади вимагають носіння шапочок з метою захисту фільтрів від засмічення волоссям, що випадає з голови плавців. Шапочки також одягають задля збереження волосся відносно сухим, або для захисту від хлорованої води, від сонця, а також як утримувач вушних затичок, що захищають вуха від води.
Шапочки для змагань з плавання зроблені з силікону латексу або лайкри, що щільно прилягає до голови і закриває волосся. Це зменшує опір у воді який може викликати розпущене волосся. Під час тривалого плавання в холодій воді шапочка допомагає зберігати тепло.

## Історія
Шапочки для плавання були зроблені з прогумованої тканини на початку 20 століття. До 1920 року вони вироблялися з латексу. Найбільш ранні шапочки були оснащені ремінцем під бороду і були відомі як шапочки "авіаторського стилю", бо нагадували шкіряні шоломи пілотів тих часів. У 1940-х роках шапочки для плавання стали дефіцитними - гума активно використовувалась у військових цілях. У 1950-ті роки стали модними шапочки з прикрасами, і в 1960-х стала популярною шапочка з барвистими пелюстками у вигляді квітки. Поява довгих зачісок в чоловіків наприкінці 1960-х - на початку 1970-х років змінила правила відвідувань басейнів, з’явилася вимога носити шапочки для плавців з довгим волоссям. У ранніх 1970-х роках вимога носити шапочку для плавання перестала бути актуальною. Змагання з плавання в 1980-х і 1990-х роках і будівництво критих басейнів для фітнесу у всьому світі, зробило плавання у шапочці знову модним. Сьогодні шапочки для плавання доступні в широкому асортименті, від традиційних з ремінцем для підборіддя та внутрішнім ущільненням для захисту від води і до барвистих квіткових стилів, які нагадують 1960-і років.

## Подвійна шапочка для плавання
Для багатьох плавців пошук шапочки, яка б зберігала волосся сухим, є проблемою. Тому шапочки з "подвійним покриттям" можуть забезпечити більш щільне прилягання. Внутрішня силіконова або латексна плавальна шапочка, насунута на вуха, носиться під другою шапочкою у традиційному стилі з ременем під бороду. "Подвійне покриття" також використовується учасниками змагань з плавання у відкритій воді для зберігання тепла.
Під час літніх Олімпійських ігор 2012 року в Лондоні (Велика Британія) деякі плавці носили подвійну шапочку для плавання. Це робилося для покращення обтікання завдяки одяганню окулярів між внутрішньою шапочкою з латексу, яка щільно охоплює голову, і зовнішньою силіконовою шапочкою.